# Dominic Waters
Dominic Waters (Portland, 28 de setembre de 1986) és un jugador de bàsquet professional estatunidenc. Juga en la posició de base. L'agost de 2013 va fitxar pel Bàsquet Manresa per la temporada 2013-14.